# ذا فويس: أحلى صوت (الموسم 5)
الموسم الخامس من ذا فويس: أحلى صوت  أعطت إم بي سي إشارة تصويره يوم 1 سبتمبر 2018 في مؤتمر صحافي قبيل تصويره أعلنت فيه عن مدربيه الجدد حيث شهد هذا الموسم شبه الزلزال حيث تغير أغلب مدربيه ولم يبقى سوى محمد حماقي وأحلام الشامسي وانظم إليه كل من راغب علامة وسميرة سعيد الا أن mbc صدمت الجماهير العربية بخبر إستبعاد أحلام وتعويضها بنوال بعد أن قامت بتصوير كل الحلقات المسجلة والبرومو وقبيل عرض البرنامج بأقل من شهر. وبعد فترة من التأجيلات قررت mbc إعادة الملكة للبرنامج لعدة اعتبارات أهمها ضرورة الحلقات التلقائية والفائز بالطبعة الخامسة من ذا فويس بالنسخة العربية هو مهدي عياشي تونسي الجنسية بعد تحصلها على أعلى نسبة تصويت وكما عرفت مهدي خلال البرنامج بخامة صوتها النادرة، بالحصان الرابح. كما شهد تغيير كلي في مقدميه ليتولى تقديمه كل من ناردين فرج مقدمة فقرة أرابز غوت تالنت إكسترا في الموسمين 3 و4 ياسر السقاف مقدم أم بي سي.

أما جديد هذا الموسم، فهو إتاحة فرص خطف غير محدودة للمواهب من فرق المدربين الآخرين والإستقرار على مشترك واحد خطف من فريق المدربين الآخرين بعد أن استبعدهم مدربهم بحيث كل موهبة مختطفة جديدة تؤدي لخروج الموهبة المختطفة السابقة إلى غاية الاستقرار على موهبة مختطفة أخيرة. بعد أن اقتصرت على خطف مشترك واحد فقط من فريق آخر مستبعد والتي أضيفت في الموسم الثاني. كما تم تغيير شكل الديكور ليصبح مشابه لديكور BBC The Voice. أما التعديلات التفصيلية الأخرى في بنية الموسم الخامس فأبرزها إلغاء ما كان يُعرَف في الموسم الثالث بـالـ "Double Blind" أو «الستارة المزدوجة»، التي كانت تحجب بعض المشتركين المُختارين عن المدرّبين وكذلك عن الجمهور في الاستوديو وعن المشاهدين في منازلهم.
ومن الجديد أيضا إضافة زر البلوك الذي يسمح للمدربين بحظر بعضهم من بعض المواهب التي اعجبتهم ولكل مدرب فرصة بلوك واحدة.

## النظام

### مرحلة الصوت وبس
تعرض على مدى خمس حلقات، يختار خلالها كل مدرب الأصوات التي تنال إعجابه دون أن يتمكن من رؤية أصحابها، فهم يجلسون على كراسي لونها أحمر وظهرهم مدار للمتسابقين. إذا أعجبه الصوت، على الفنان أن يضغط الزر الأحمر الموجود أمامه. هذا يعني «صوتك حلو وأرغب بتدريبك»، حينها يدور الكرسي الجالس عليه المدرب 180 درجة لكي يرى صاحب ذلك الصوت.
بحال ضغط أكثر من مدرب على الزر الأحمر، على المتسابق اختيار مع من يرغب بالتدرب. بختام هذه الجولة سيكون لكل مدرب فريقا خاصا به مؤلف من 12 متسابق. لدى كل متسابق في هذه المرحلة دقيقة ونصف لتأدية أي أغنية يريدها ويعتقد أنها ستجذب المدربين. جميع المتسابقين يدخلون المسرح دون أن يتم الأعلان عن أسمهم، جنسيتهم، جنسهم

### مرحلة المواجهة
مؤلفة بين 40 و48 متسابق، 10 أو 12 لكل فريق تمتد على مدى ثلاث حلقات. يكون كل مدرب ثنائيات أو ثلاثيات غنائية ويعطي كل مجموعة أغنية، التي ستتدرب على أدائها تحت إشرافه وإشراف مساعد له وهو المستشار. بعدها يتم الانتقال إلى مسرح المواجهة، وهو على شكل حلبة ملاكمة، حيث يتنافس المشتركون في تأدية أغنياتهم، وعلى المدرب إقصاء أحد المشتركين. فقط أفضل خمس متسابقين من كل فريق يختارهم مدربوهم ينتقلون للمرحلة التالية. وينضم اليهم مشترك سادس يخطفه أحد المدربين من الفرق الأخرى حيث هذه الخاصية اضيفت حديثا في هذاذا الموسم، يمكن اقتناص عدد لا نهائي من المواهب بحيث كل موهبة مختطفة جديدة تؤدي لخروج الموهبة المختطفة السابقة إلى غاية الاستقرار على موهبة مختطفة أخيرة. بعد أن اقتصرت على خطف مشترك واحد فقط من فريق آخر مستبعد والتي أضيفت في الموسم الثاني.

### مرحلة العروض المباشرة
تتألف من ست حلقات تعرض مباشرة على الهواء، وتتضمن الأداء الحي على المسرح ويتافس 24 متسابق، ست لكل مدرب بين بعضهم البعض. بهذه الجولة الجمهور في المنازل يصوت للإبقاء واحد من كل فريق. أما المدربون يختارون واحد آخر من فريقهم للبقاء في المنافسة.
بعدها يختار الجمهور مجددًا من يريد أن يبقى، المتسابق الذي اختاره الجمهور أم اختيار المدرب. وهكذا تمتد حتى الحلقة النهائية التي سيعلن فيها الفائز بالبرنامج وحامل لقب «أحلى صوت» من بين الأربعة المتبقين.

## المقدمين
- ناردين فرج
- ياسر السقاف

## المدربين
فريق المدربين في الموسم الخامس مؤلف من أربعة من أبرز نجوم الغناء في العالم العربي هم (مرتبين حسب جلوسهم في المسرح بدءا من اليسار إلى اليمين):
| حماقي | أحلام | راغب علامة | سميرة سعيد |

## الحلقات

### مرحلة الصوت وبس

#### الحلقة الأولى:21 سبتمبر2019
| التسلسل | المتسابق      | الأغنية                                    | خيارات المدربين والمتسابقين | خيارات المدربين والمتسابقين | خيارات المدربين والمتسابقين | خيارات المدربين والمتسابقين |
| التسلسل | المتسابق      | الأغنية                                    | حماقي                       | أحلام                       | راغب                        | سميرة                       |
| ------- | ------------- | ------------------------------------------ | --------------------------- | --------------------------- | --------------------------- | --------------------------- |
| 1       | مهدي عياشي    | "الليل زاهي"، لطفي بوشناق                  | ✔                           | ✔                           | ✔                           | ✔                           |
| 2       | يمان الحاج    | "Bang Bang"، نانسي سيناترا                 | ✔                           | ✔                           | ✔                           | ✔                           |
| 3       | أميرة شاكر    | "واقف على بابكم"، فرج عبد الكريم           |                             |                             |                             |                             |
| 4       | محمد منصوري   | "الالايلالي"، تراث أندلسي                  |                             | ✔                           |                             |                             |
| 5       | أحمد رجب      | "عدوية"، محمد رشدي                         |                             | ✔                           |                             |                             |
| 6       | حفيظة فالكو   | "مين عذبك"، محمد عبد الوهاب                | ✔                           | ✔                           | ✔                           | ✔                           |
| 7       | ربيع          | "ياللي كان يشجيك أنيني"، أم كلثوم          | ✔                           | ✔                           | ✔                           | ✔                           |
| 8       | شرف أحمد      | "يا مسهرني"، أم كلثوم                      |                             | ✔                           |                             |                             |
| 9       | عمر العطاس    | "It's a man's world "، جيمس براون          |                             |                             |                             | ✔                           |
| 10      | حسن التميمي   | "مجموعة إنسان"، محمد عبده                  |                             |                             |                             |                             |
| 11      | أمل الشريف    | "something's got a hold on me "، إيتا جيمس | ✔                           | ✔                           | ✔                           | ✔                           |
| 12      | سلام جاسم     | "موال تراثي "، زهور حسين                   |                             | ✔                           |                             |                             |
| 13      | ربيع سلوم     | "ما أروعك "، نبيل شعيل                     |                             |                             | ✔                           |                             |
| 14      | إبراهيم مشولي | "وانسيم السحر "، أبو بكر سالم              | ✔                           | ✔                           | المدرب محظور                | ✔                           |

#### الحلقة الثانية:28 سبتمبر2019
| التسلسل | المتسابق                            | الأغنية                                                                   | خيارات المدربين والمتسابقين | خيارات المدربين والمتسابقين | خيارات المدربين والمتسابقين | خيارات المدربين والمتسابقين |
| التسلسل | المتسابق                            | الأغنية                                                                   | حماقي                       | أحلام                       | راغب                        | سميرة                       |
| ------- | ----------------------------------- | ------------------------------------------------------------------------- | --------------------------- | --------------------------- | --------------------------- | --------------------------- |
| 1       | رضوان الأسمر                        | "موال الأيام"، فلكلور مغربي "على الله تعود" وديع الصافي                   | ✔                           | ✔                           | ✔                           | ✔                           |
| 2       | وجيه البجاوي                        | "she will be loved"، مارون 5                                              | ✔                           |                             | ✔                           | ✔                           |
| 3       | عبد العزيز إبراهيم                  | "ياللي خليت الهوى"، صابر الرباعي "لي ثلاث أيام" محمد عبده                 |                             | ✔                           | ✔                           |                             |
| 4       | خلود ضريف                           | "This is goodbye"، سونج سو هي وكو يونج يو                                 |                             |                             |                             |                             |
| 5       | علي الشريفي                         | "أقول وقد ناحت بقربي حمامة"، ناظم الغزالي "قلي يا حلو" ناظم الغزالي       |                             | ✔                           | ✔                           |                             |
| 6       | رؤى أرسوزي لارا أرسوزي إيلين أرسوزي | "Taking chances"، سيلين ديون                                              |                             | ✔                           | ✔                           | ✔                           |
| 7       | أميليا سعدو                         | "The mummers dance"، لورينا ماكنيت                                        | ✔                           | ✔                           | ✔                           | ✔                           |
| 8       | عثمان الإدريسي                      | "موال كل ما كنت بقربي"، خالد الشيخ "أصابك عشق"، مهاب عمر وعبد الرحمن محمد | ✔                           | ✔                           |                             |                             |
| 9       | شيماء محمود                         | "I have nothing"، ويتني هيوستن "فوندو فراق غزالي"، صليحة                  |                             |                             | ✔                           |                             |
| 10      | حسن الكلش                           | "ويلي لو يدرون"، وديع الصافي                                              |                             |                             |                             |                             |
| 11      | توفيق الكلش                         | "يا عيني عالصبر"، وديع الصافي                                             |                             | ✔                           |                             | ✔                           |
| 12      | عايدة أولمو                         | "a change is gonna come"، سام كوك                                         |                             | ✔                           |                             | ✔                           |
| 13      | بهاء خليل                           | "موال يا صيف"، وديع الصافي "زهر يا صيف"، وديع الصافي                      | ✔                           |                             |                             |                             |
| 14      | نهى رحيم                            | "جرح تاني"، شيرين                                                         | ✔                           | المدرب محظور                | ✔                           | ✔                           |

#### الحلقة الثالثة:5 أكتوبر2019
| التسلسل | المتسابق        | الأغنية                                                       | خيارات المدربين والمتسابقين | خيارات المدربين والمتسابقين | خيارات المدربين والمتسابقين | خيارات المدربين والمتسابقين |
| التسلسل | المتسابق        | الأغنية                                                       | حماقي                       | أحلام                       | راغب                        | سميرة                       |
| ------- | --------------- | ------------------------------------------------------------- | --------------------------- | --------------------------- | --------------------------- | --------------------------- |
| 1       | كلارا عطا الله  | "one night only"، جنيفر هدسون                                 | ✔                           | ✔                           | ✔                           | ✔                           |
| 2       | أسماء الشريف    | "البارحة بالحلم"، علي عبد الكريم "سلم علي"، ليلى مراد         | ✔                           |                             |                             |                             |
| 3       | ياسمين المسفر   | "stronger than me"، إيمي واينهاوس                             | ✔                           | ✔                           | ✔                           | ✔                           |
| 4       | عاصم سلام       | "عايش سعيد"، عبد المجيد عبد الله                              | ✔                           |                             |                             |                             |
| 5       | إيمان عبد الغني | "الحب كده"، أم كلثوم                                          |                             | ✔                           |                             |                             |
| 6       | سارة الغانم     | "zombie"، ذي كرانبيريز                                        |                             |                             |                             |                             |
| 7       | أريج إيشوع      | "مستنياك"، عزيزة جلال                                         |                             |                             |                             | ✔                           |
| 8       | ماهر سامي       | "Fly me to the moon"، فرانك سيناترا "ليه يا حب"، منتصر هلاليه | ✔                           |                             |                             |                             |
| 9       | يوسف هناد       | "elle est partie "، الشاب خالد                                |                             |                             | ✔                           |                             |
| 10      | أحمد عبد العزيز | "سلام "، صابر الرباعي                                         |                             |                             |                             | ✔                           |
| 11      | دعاء لحياوي     | "if i ain't got you"، أليشيا كيز                              | المدرب محظور                |                             | ✔                           | ✔                           |
| 12      | ميشال شلهوب     | "موال عتابا"، سمير يزبك "الزينة لبست خلخالا"، سمير يزبك       | ✔                           |                             | ✔                           | ✔                           |
| 13      | وئام رضوان      | "you are the reason"، كالم سكوت                               | ✔                           | ✔                           | ✔                           | ✔                           |

#### الحلقة الرابعة:12 أكتوبر2019
| التسلسل | المتسابق          | الأغنية                                                    | خيارات المدربين والمتسابقين | خيارات المدربين والمتسابقين | خيارات المدربين والمتسابقين | خيارات المدربين والمتسابقين |
| التسلسل | المتسابق          | الأغنية                                                    | حماقي                       | أحلام                       | راغب                        | سميرة                       |
| ------- | ----------------- | ---------------------------------------------------------- | --------------------------- | --------------------------- | --------------------------- | --------------------------- |
| 1       | ملك ساوند         | "rise up"، أندرا داي                                       |                             |                             |                             | ✔                           |
| 2       | رابعة البزاوي     | "حلم"، أم كلثوم                                            | ✔                           | ✔                           | ✔                           | ✔                           |
| 3       | نور منذر غنى منذر | "green fields"، ذا برزرز فور ‏                              |                             |                             | ✔                           |                             |
| 4       | آمال سكاك         | "قالوا حبيبك مسافر"، ذكرى                                  | ✔                           | ✔                           | ✔                           | ✔                           |
| 5       | أحمد الهداجي      | "give me one reason"، تريسي شابمان                         | ✔                           |                             |                             |                             |
| 6       | رباب ناجد         | "موال لا يعرف الشوق"، محمد عبده "إياك يا جرحي"، نعيمة سميح |                             | ✔                           | ✔                           | ✔                           |
| 7       | وسيم ناجد         | "صبرت مازال نصبر"، سليم هلالي "زينة"، بابليون              | ✔                           | ✔                           | ✔                           |                             |
| 8       | عبد الرحمن حاتم   | "واحشني زمانك"، محمد عبده                                  | ✔                           |                             |                             |                             |
| 9       | ليلى البراق       | "Mi Niña Lola"، كونشا بويكا "وعدي"، سميرة سعيد             |                             |                             |                             |                             |
| 10      | جاي أبو           | "when the party's over"، بيلي إيليش                        |                             | ✔                           |                             | ✔                           |
| 11      | مارك رعيدي        | "grande amore"، إل فولو                                    | ✔                           |                             |                             |                             |
| 12      | عثمان بلبل        | "موال أندلسي"، فلكلور "أندلسية"، سليم هلالي                | ✔                           | المدرب محظور                | ✔                           | ✔                           |
| 13      | طارق كيوف         | "موال عيونك"، وديع الصافي "ويلي لو يدرون"، وديع الصافي     | ✔                           | ✔                           | ✔                           | ✔                           |

#### الحلقة الخامسة:19 أكتوبر2019
| التسلسل | المتسابق       | الأغنية                                              | خيارات المدربين والمتسابقين | خيارات المدربين والمتسابقين | خيارات المدربين والمتسابقين | خيارات المدربين والمتسابقين |
| التسلسل | المتسابق       | الأغنية                                              | حماقي                       | أحلام                       | راغب                        | سميرة                       |
| ------- | -------------- | ---------------------------------------------------- | --------------------------- | --------------------------- | --------------------------- | --------------------------- |
| 1       | سندي لطي       | "بعيد عنك"، أم كلثوم                                 |                             |                             |                             | ✔                           |
| 2       | مصطفى فالح     | "عيرتني بالشيب"، ناظم الغزالي                        | ✔                           |                             | ✔                           |                             |
| 3       | شيماء ناجي     | "مش كل حب"، ذكرى                                     |                             | ✔                           |                             | ✔                           |
| 4       | نور حلو        | "chandelier"، سيا                                    |                             | ✔                           | ✔                           |                             |
| 5       | محمد أوليا     | "اختلفنا"، محمد عبده                                 |                             |                             |                             | ✔                           |
| 6       | مبارك الدليمي  | "سلام عليهم"، راشد الماجد                            |                             |                             |                             |                             |
| 7       | مودي جمال      | "يا من هواه"، موال "يا ناس أنا مت في حبي"، سيد درويش | ✔                           |                             | ✔                           |                             |
| 8       | فهد مفتخر      | "fallin"، أليشيا كيز "دارت الأيام"، أم كلثوم         | ✔                           | ✔                           | ✔                           | ✔                           |
| 9       | ميار قدورة     | "فات الميعاد"، أم كلثوم                              |                             |                             |                             |                             |
| 10      | نورهان المرشدي | "يا عيني عليكي يا طيبة"، آمال ماهر                   |                             | ✔                           | ✔                           |                             |
| 11      | إليسار صعب     | "Sweet child o' mine"، غنز آن روزز                   |                             | ✔                           | ✔                           | ✔                           |
| 12      | السيد رزق      | "أشوف جمال القمر"، صباح فخري "خفيف الروح"، سيد درويش |                             | ✔                           |                             |                             |
| 13      | مي علي         | "أكثر من أول أحبك"، أحلام                            |                             |                             | ✔                           |                             |
| 14      | أمجد ديب       | "قد الحروف"، أصالة                                   |                             | ✔                           |                             |                             |

### مرحلة الأكابيلا
ولأول مرة في ذا فويس تم كسر قواعد البرنامج وارتفاع عدد الأصوات في كل فريق إلى 15 صوت مما أدى إلى خروج 3 أصوات من كل فريق بدون أن ينتقلوا لمرحلة المواجهة بعد غناؤهم بدون موسيقى فيما يعرف بالأكابيلا والأصوات الثلاثة الذين خرجوا في الأكابيلا هم:-
| 1 | راغب  | شيماء محمود                         | مودي جمال       | وسيم ناجد      |  |  |
|   |       |                                     |                 |                |  |  |
| 2 | أحلام | أحمد رجب                            | محمد منصوري     | السيد رزق      |  |  |
|   |       |                                     |                 |                |  |  |
| 3 | سميرة | رؤى أرسوزي لارا أرسوزي إيلين أرسوزي | أريج إيشوع      | شيماء ناجي     |  |  |
|   |       |                                     |                 |                |  |  |
| 4 | حماقي | أحمد الهداجي                        | عبد الرحمن حاتم | عثمان الإدريسي |  |  |

### مرحلة المواجهة

#### الحلقة الأولى:26 أكتوبر2019
| التسلسل | المدرب | المتسابقين | المتسابقين  | المتسابقين    | المتسابقين    | الأغنية                                | تفاصيل الخطف | تفاصيل الخطف | تفاصيل الخطف | تفاصيل الخطف |
| التسلسل | المدرب | المتسابقين | المتسابقين  | المتسابقين    | المتسابقين    | الأغنية                                | حماقي        | أحلام        | راغب         | سميرة        |
| ------- | ------ | ---------- | ----------- | ------------- | ------------- | -------------------------------------- | ------------ | ------------ | ------------ | ------------ |
| 1       | سميرة  | طارق كيوف  | ربيع        | ربيع          | توفيق الكلش   | "ما رجعت انت" وائل كفوري               |              |              |              |              |
| 2       | سميرة  | سندي لطي   | سندي لطي    | رباب ناجد     | رباب ناجد     | "وحياتي عندك" ذكرى                     |              | ✔            |              |              |
|         |        |            |             |               |               |                                        |              |              |              |              |
| 1       | أحلام  | جاي أبو    | عايدة أولمو | ياسمين المسفر | ياسمين المسفر | "Endless Love" ديانا روس وليونيل ريتشي |              |              |              |              |
|         |        |            |             |               |               |                                        |              |              |              |              |